# Rodri
Rodrigo Hernández Cascante (n. 22 iunie 1996, Madrid, Spania), cunoscut sub numele de Rodri sau Rodrigo, este un fotbalist profesionist spaniol care joacă ca mijlocaș defensiv la clubul din Premier League Manchester City și la echipa națională a Spaniei.
Rodri este internațional al Spaniei și fost internațional de tineret. A debutat la echipa națională de seniori în 2018 și de atunci și-a reprezentat țara la UEFA Euro 2020 și Cupa Mondială FIFA 2022.

## Carieră

### Villarreal
Născut la Madrid, Rodri s-a alăturat echipei de tineret a lui Atlético Madrid în 2007, la vârsta de 11 ani, de la CF Rayo Majadahonda. Eliberat în 2013 din cauza unei „lipse de forță fizică”, a semnat ulterior cu Villarreal CF.
La 7 februarie 2015, pe când era încă junior, Rodri și-a făcut debutul la seniori pentru rezerve, intrând de pe bancă într-o victorie cu 3-1 în deplasare împotriva lui RCD Espanyol B în Segunda División B. A jucat primul său meci ca titular 15 zile mai târziu, într-o victorie cu 2-0 împotriva lui Real Zaragoza B.
Rodri și-a făcut debutul cu prima echipă pe 17 decembrie 2015, începând cu o victorie cu 2-0 pe teren propriu împotriva lui SD Huesca pentru Copa del Rey din acel sezon. Prima sa apariție în La Liga a fost pe 17 aprilie 2016, când a intrat ca înlocuitor în repriza a doua pentru Denis Suárez, într-o înfrângere cu 2-1 în deplasare cu Rayo Vallecano.
Pe 4 decembrie 2017, fiind deja stabilit ca obișnuit în echipă, Rodri și-a reînnoit contractul până în 2022. A marcat primul său gol la cel mai înalt nivel al Spaniei pe 18 februarie 2018, într-o remiză 1–1 în deplasare împotriva lui RCD Espanyol.

### Atlético Madrid
Pe 24 mai 2018, Rodri s-a întors la Atlético după ce clubul a ajuns la un acord cu Villarreal pentru transferul său. A semnat un contract pe cinci ani cu echipa de la Madrid, pentru o sumă de aproximativ 20 de milioane de euro plus 5 milioane în variabile. Și-a făcut debutul pe 15 august în Supercupa Europei 2018 de la Tallinn, jucând primele 71 de minute dintr-o victorie cu 4–2 în prelungiri împotriva rivalilor orașului Real Madrid.

### Manchester City

#### Sezonul 2019-20
La 3 iulie 2019, Manchester City a plătit clauza lui Rodri de 62,6 de milioane de lire sterline, permițându-i să părăsească Atlético și să semneze cu gruparea Cityzens. Transferul a fost o nouă sumă record plătită de Manchester City. A semnat un contract pe cinci ani.
Rodri și-a făcut debutul în FA Community Shield 2019 pe 4 august pe stadionul Wembley, jucând toate cele 90 de minute în timp ce City a câștigat la penalty-uri împotriva lui Liverpool, după un egal 1–1. Și-a făcut debutul în Premier League împotriva lui West Ham United șase zile mai târziu, într-o victorie de 5-0 în deplasare, și pe 14 septembrie a marcat primul său gol ca consolare într-o înfrângere cu 3-2 în deplasare cu Norwich City.
S-a anunțat în octombrie 2019 că va fi absent timp de o lună din cauza unei accidentări la ischio-coarde.
La 1 martie 2020, City a câștigat Cupa EFL pe stadionul Wembley pentru a treia oară consecutiv, învingând Aston Villa cu 2–1 în finală. Rodri a marcat cu capul al doilea gol al lui City dintr-un corner, care în cele din urmă s-a dovedit a fi decisiv.

#### Sezonul 2020-21
Pe 13 februarie 2021, Rodri a marcat primul gol al lui City dintr-un penalty în victoria cu 3-0 pe teren propriu împotriva lui Tottenham Hotspur.

#### Sezonul 2021-22
Pe parcursul sezonului 2021-22, Rodri a avut cea mai mare rată de pase dintre orice mijlocaș din Premier League, cu 91,8% pase reușite la 90 de minute și s-a dovedit a fi un jucător esențial în câștigarea titlului lui City.

#### Sezonul 2022-23
La 12 iulie 2022, Rodri a convenit asupra unei noi înțelegeri pentru a-și prelungi contractul cu Manchester City până în 2027.

## Carieră internațională
După ce a jucat pentru Spania la nivelurile sub-16, sub-19 și sub-21, Rodri a fost convocat pentru prima dată cu naționala de seniori pe 16 martie 2018 pentru două amicale cu Germania și Argentina. Și-a făcut debutul cinci zile mai târziu, înlocuindu-l pe Thiago Alcântara în remiza 1–1 împotriva Germaniei de la Düsseldorf.
Rodri a fost inclus în lotul de 24 de oameni a lui Luis Enrique pentru UEFA Euro 2020  și Cupa Mondială FIFA 2022.

## Titluri
Atlético Madrid
- Supercupa Europei UEFA : 2018 [16]

Manchester City
- Premier League : 2020–21, 2021–22 [2]
- Cupa EFL : 2019–20,[32] 2020–21 [33]
- FA Community Shield : 2019 [20]
- Vicecampion UEFA Champions League : 2020–21 [34]

Spania U19
- Campionatul European UEFA sub 19 ani : 2015 [35]

Spania U21
- Vicecampion Campionatul European UEFA sub 21 : 2017 [36][37]

Spania
- Vicecampion UEFA Nations League: 2020–21 [38]